# DN160822 03
DN160822_03 est un ancien petit corps du système solaire, plus précisément un petit météoroïde qui est entré dans l'atmosphère terrestre le 22 août 2016. Les données montrent que ce météoroïde était très probablement un objet temporairement capturé ("mini-lune") avant l'impact, ce qui fait de l'événement du 22 août 2016 le second météore connu à être dû à un tel objet et du météoroïde le troisième objet temporairement capturé connu de la Terre après 2006 RH120 et EN130114.